# August Udoh
August Udoh (* ?) je nigerijský fotograf nejznámější svými fotografiemi tradičních boxerů Dambe v Nigérii. Pořídil mnoho portrétů celebrit, mezi kterými byli například: MI Abaga, eLDee, Eva Alordiah, Burna Boy, YCee, Iceprince a další. V roce 2017 vytvořil fotosérii o sportovcích s postižením, aby přiblížil jejich osudy. V roce 2018 pořídil fotografickou sérii „Dambe“ upozorňující na podzemní klub bojových umění s názvem Dambe. Sérii vytvořil způsobem, jak fotografie „osvětluje regionální rozdíly“.